# Arne Jensen
Arne Jensen, född 25 februari 1998, är en tongansk bågskytt. Han deltog vid olympiska sommarspelen 2016.